# Jacobus Cornelis Gaal

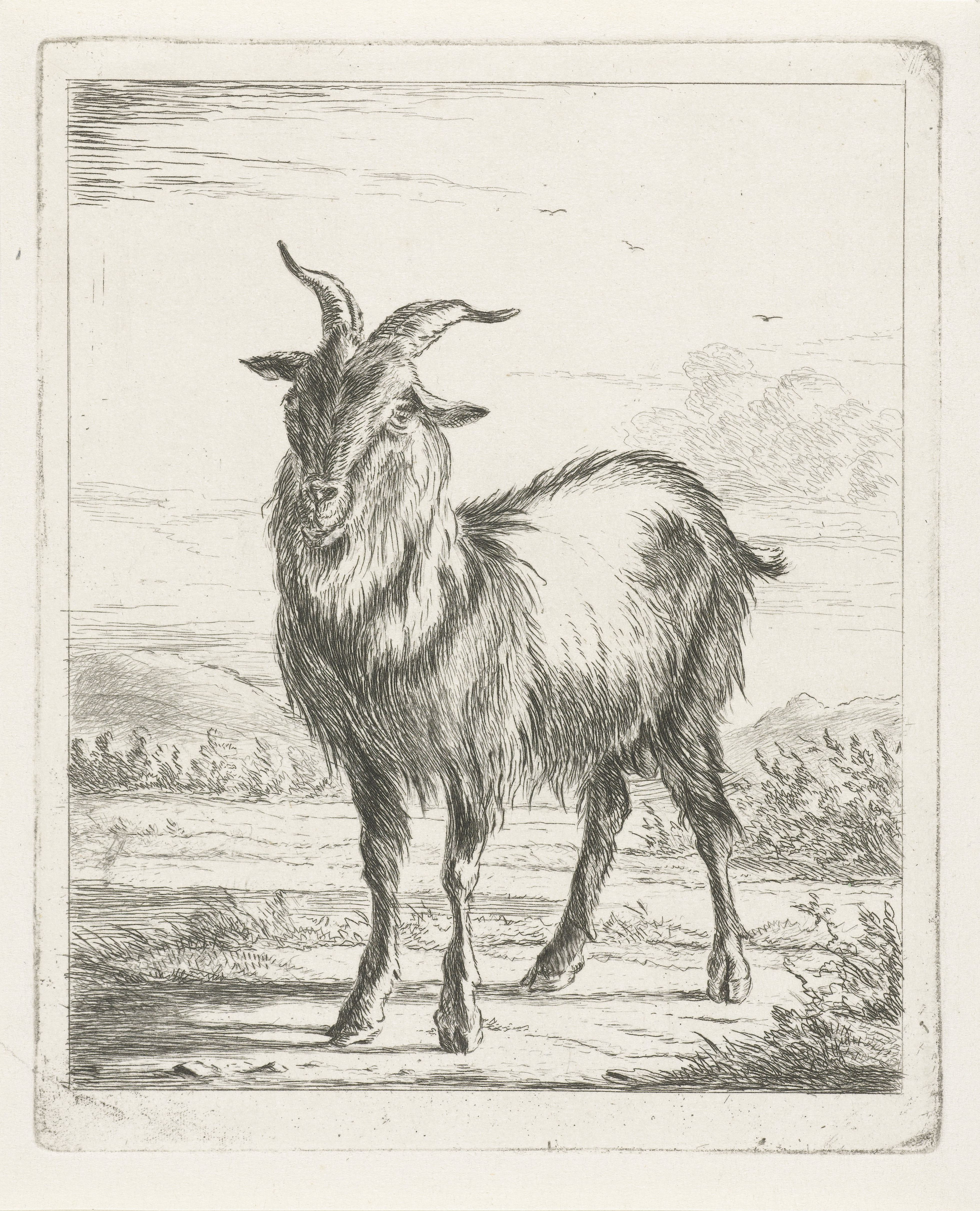
Stehende Geiß, 1851

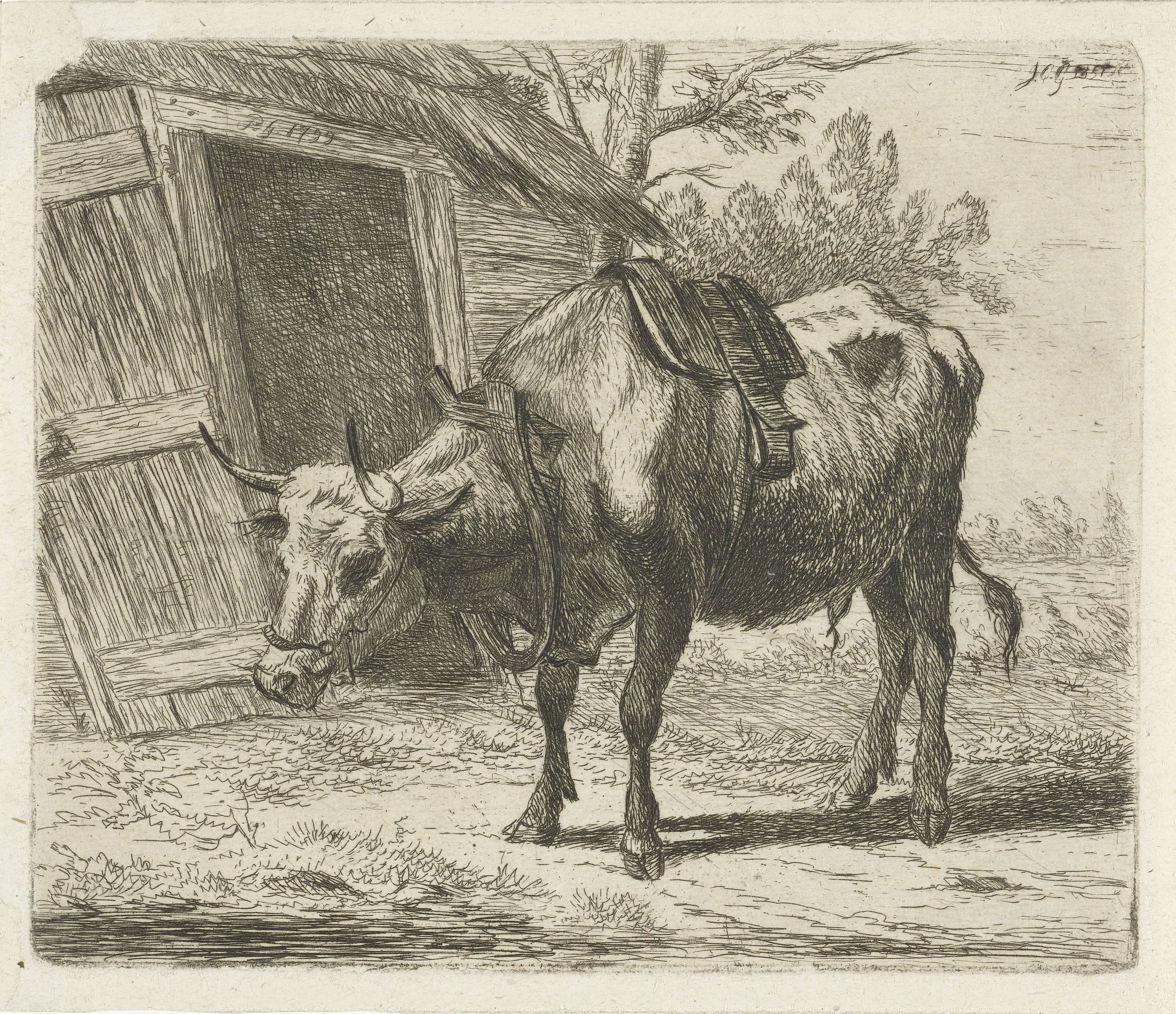
Gesatteltes Rind, 1851

Jacobus Cornelis Gaal (* 5. September 1796 in Oost-Souburg auf Walcheren; † 20. Dezember 1866 in Kampen) war ein niederländischer Maler und Zeichner.

## Leben und Werke
Jacobus Cornelis Gaal war ein Sohn des Malers Pieter Gaal und ein Enkel des Tapetenmalers Thomas Gaal. Der Großvater verlangte, dass Jacobus Cornelis Gaal ebenfalls zum Tapetenmaler ausgebildet wurde; seine Lehrer waren Johan Pieter Bourjé und Johannes Cornelis Haccou. Gaal wurde Leiter der Zeichenakademie in Middelburg, zog aber 1849 von dort weg nach Den Haag, wo er unter Leonardus Schweickardts Einfluss mit der Arbeit an Radierungen begann. Ungefähr 1853 zog er nach Delft. Dort wurde er Ehrenmitglied des Vereins „Tandem fit Surculus Arbor“. Wenig später ließ er sich in Kampen nieder und wurde dort in der Nachfolge von Petrus Johannes Schotel Vorsitzender des Künstlervereins.
Seine Radierungen zeigen meistens Tierdarstellungen, oft nach Vorlagen seines Vaters. Vier Porträts von seiner Hand gingen in den Besitz des Städtischen Museums Kampen über.